# Affonso José Santos
Affonso José Santos (* 13. Juli 1940 in Rio de Janeiro) ist ein ehemaliger brasilianischer Diplomat.

## Leben
Affonso José Santos ist ein Sohn von Catharina Anna Le Gall Santos und Mário Santos sowie Bruder von Mário Augusto Santos. Nach einem Studium der Rechtswissenschaft an der Universidade Federal do Rio de Janeiro absolvierte er am 25. März 1968 den Curso Preparatório à Carreira Diplomática des Rio Branco-Institutes und wurde am 3. Februar 1970 zum Gesandtschaftssekretär dritter Klasse ernannt. Zwei Tage wies man ihn der Abteilung Vereinte Nationen als Assistent zu. Am 5. Mai 1971 absolvierte er den Curso de Práctica Diplomática e Consular des Rio Branco-Institutes und wurde am 25. April 1973 zum Gesandtschaftssekretär zweiter Klasse ernannt. Noch im gleichen Jahr leitete er die brasilianische Delegation zum Ad-hoc-Treffen über Düngemittel der FAO in Rom, wo er ab dem 15. September 1973 als Gesandtschaftssekretär übernommen und am 17. November 1973 mit dem italienischen Verdienstorden ausgezeichnet wurde.
Vom 2. August 1974 bis 1976 leitete Santos die brasilianische Delegation bei der UNIDROIT und am 21. September 1974 bei der siebten Sitzungsperiode des technischen Beraters der internationalen Agrarforschung. Am 22. November 1976 erhielt er das Exequatur als Konsul in Sydney und leitete am 13. September 1978 den Pavillon EXPO BRASIL 1978 in Sydney. Ab dem 26. November 1979 wurde er der Abteilung Westeuropa als Assistent zugewiesen und am 22. Januar 1980 zum Gesandtschaftssekretär erster Klasse ernannt sowie am 25. April 1980 mit der Medalha do Mérito Santos-Dumont geehrt.
Ab dem 1. Juni 1980 wurde Santos als Geschäftsträger nach Ankara versetzt, von wo aus er am 9. August die Leitung des brasilianischen Pavillons auf der internationalen Messe in Bukarest übernahm. In gleicher Funktion wurde er vom 5. Oktober 1982 bis 1984 nach Helsinki beordert, wo er ab dem 7. Mai 1983 der Abteilung Europa zugeteilt wurde.
Ab dem 25. Januar 1985 gehörte Santos der Begleitabteilung des Itamaraty an und wurde ab dem 20. Februar 1986 dem Büro des Generalsekretärs des Itamaraty und ab dem 2. April 1987 der Abteilung Naher Osten zugeteilt. Vom 19. Juni 1987 bis Oktober 1987 wurde er dann als Geschäftsträger in Lomé und ab dem 27. Juni 1989 in Bern eingesetzt, wo er am 28. Juni 1990 zum Gesandtschaftsrat ernannt wurde. In gleicher Funktion wurde er ab dem 4. Dezember 1992 nach Stockholm versetzt, wo er am 8. März 1994 im Rahmen des Curso de Altos Estudios die Studie Conflitos de Narureza Étnica: O caso dos Estados Bálticos vorlegte und am 30. März 1994 die brasilianische Delegation beim Stockholmer Übereinkommen leitete. Ab 18. Juli 1995 wurde Santos als Geschäftsträger nach Riad berufen, wo er am 14. Juli 1998 zum Gesandten zweiter Klasse ernannt und am 4. Oktober 1998 mit der Medalha Mérito Tamandaré geehrt wurde.
Am 18. März 2003 wurde Santos als Geschäftsträger nach Singapur und am 14. Januar 2007 in das Generalkonsulat nach Los Angeles versetzt. Schließlich wurde Santos am 1. Juli 2008 zum Botschafter in Brazzaville ernannt, wo er von August 2008 bis 11. August 2010 akkreditiert war. Seither ist er Deputy Consul des Generalkonsulates in Beverly Hills.